# White Boy
White Boy (« Garçon blanc ») est une série de bande dessinée de l'Américain Garrett Price (en) (1896-1979) publiée dans le Chicago Tribune et d'autres journaux américains sous la forme d'une demi-planche dominicale du 8 octobre 1933 au 16 août 1936.
Durant les deux premières années du strip, White Boy est un jeune Américain blanc qui vit parmi les Indiens avec son ourson domestique Whimper et sa compagne Chickadee à la fin du XIXe siècle. « Intrigante, incroyablement bien dessinée et souvent follement imaginative » selon Bill Blackbeard, la série alterne alors gags indépendants, récits semi-didactiques sur la vie indienne et récits d'aventures originaux.
À partir du 28 avril 1935, le strip est renommé Whiteboy in Skull Valley. Les personnages de la première version disparaissent tous sauf White Boy, renommé Bob White et associé à une nouvelle héroïne, Doris Hale. Price dessine alors dans un style moins réaliste mais les aventures restent variées et originales.
Du 19 avril 1936 à la fin du strip quatre mois plus tard la série est renommée Skull Valley et son personnage principal devient le propriétaire de ranch Nan. Les histoires sont alors des gags indépendants peu originaux. Price arrête ensuite la bande dessinée pour se consacrer à l'illustration, notamment au New Yorker

## Publications
- (en) Garrett Price (édité par Peter Maresca), White Boy in Skull Valley, Sunday Press, 20 novembre 2015, 168 p. (ISBN 978-0-9835504-2-6).